# Štít (architektura)

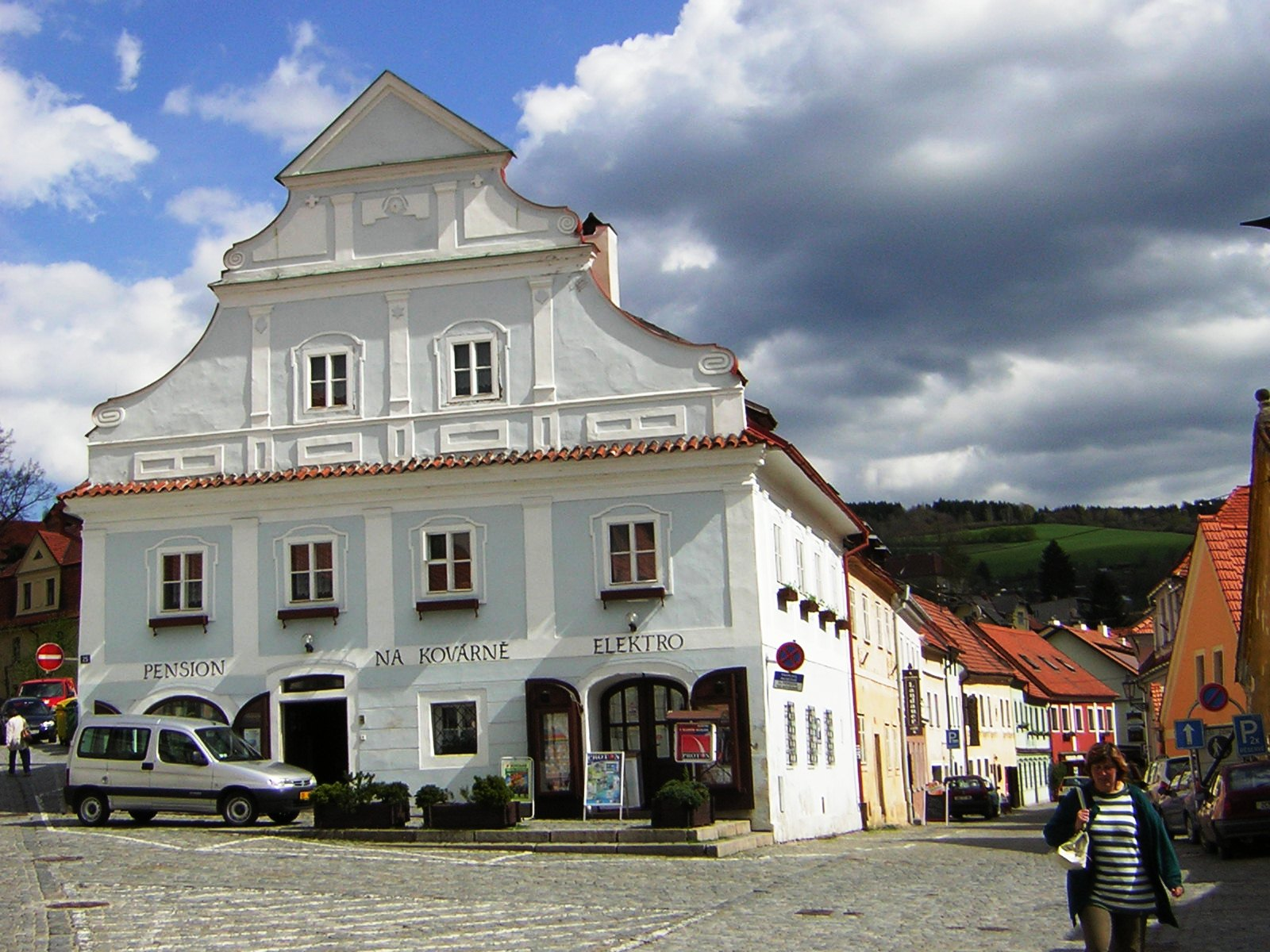
Barokní štít (Český Krumlov)

Štít znamená v architektuře vrchní část průčelí či fasády, která uzavírá sedlovou střechu, případně zakrývá část střechy (atika). Má nejčastěji zhruba trojúhelníkový tvar a bývá různě ozdoben.

## Funkce
U budov se sedlovou střechou, která probíhá kolmo k průčelí, štít uzavírá otvor střechy a tím i půdu budovy. Vyskytuje se proto nejčastěji v souvislé městské zástavbě, kde jednotlivé domy mají obdélný půdorys s hlavní osou kolmou k ulici. Střecha může štít přesahovat, anebo naopak štít sahá nad střechu a poskytuje pak architektovi větší možnosti, jak stavbu opticky zvýraznit, zvýšit a ozdobit. V některých obdobích se stavěly i štíty, které budovu do výšky výrazně přesahují a tvoří například nepravé patro a podobně. V 19. století začaly ve městech převažovat valbové střechy a starší štíty se při tom často bouraly.

## Slohy a tvary
Z raného a vrcholného středověku se zachovaly většinou kostelní stavby, kde štít tvoří součást fasády, často mezi věžemi, a tvoří s ní jediný celek. Ozdobné štíty městských domů se velmi rozšířily v pozdní gotice a tvarovaly nejčastěji jako stupňovité nebo trojúhelné. Gotický štít často není od vlastní fasády nijak opticky oddělen a plastická výzdoba fasády přesahuje do štítu. Charakteristické jsou vysoké cihlové stupňovité štíty v severoněmeckých městech. Renesanční a barokové štíty mají mnohem bohatší tvary, bývají od fasády odděleny římsou a dále členěny například pilastry, lizénami a volutovými náběhy. Na vrcholu štítu mohou být koule, sochy a podobně.
Prkenný štít v lidové architektuře se nazývá lomenice.

## Galerie

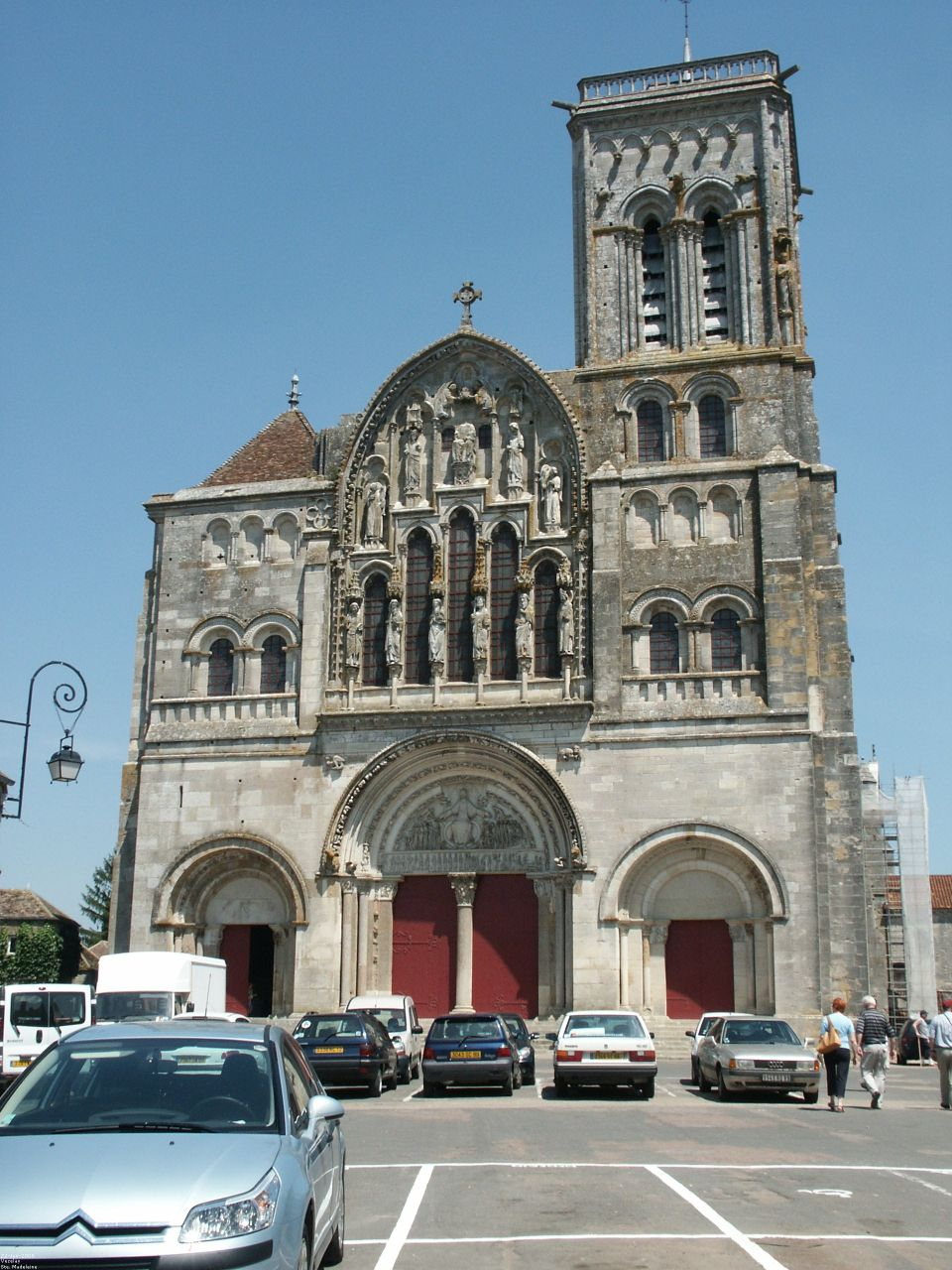
Neorománský kamenný štít 19. st.(Vézelay, Francie)
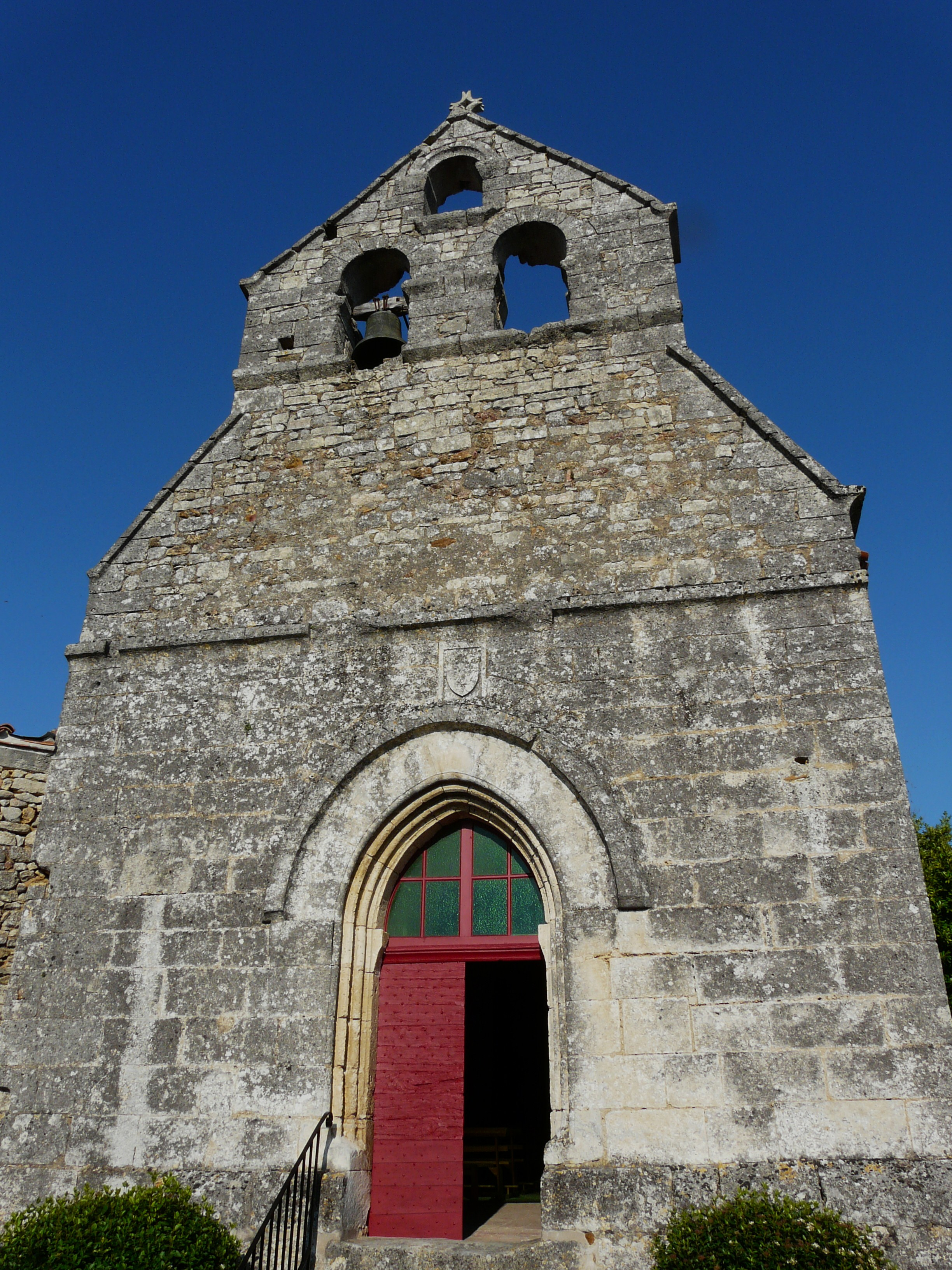
Štít venkovského kostela slouží jako zvonice (Connezac, Francie)
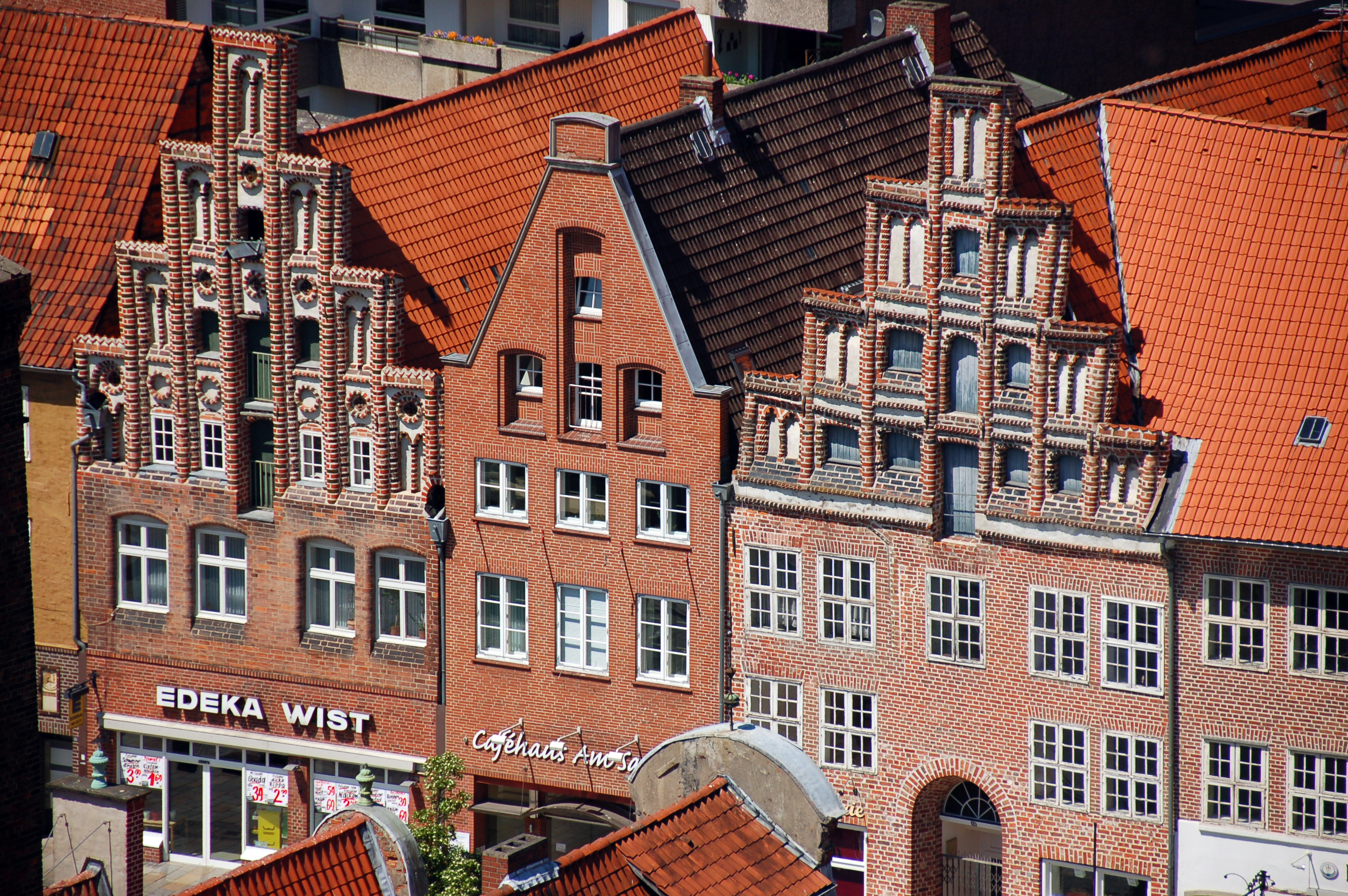
Cihlové gotické stupňové štíty (Lüneburg)
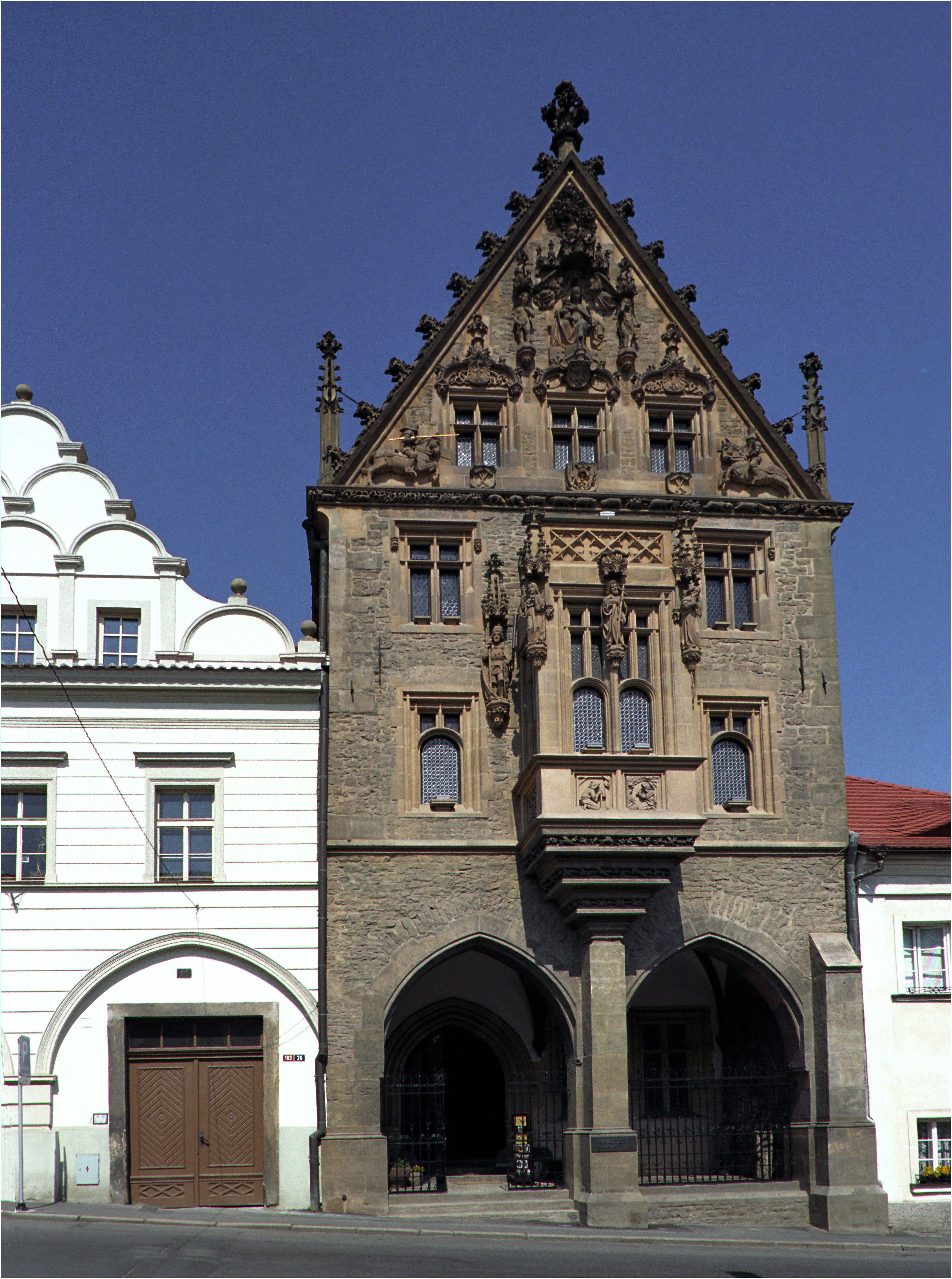
Kamenný trojúhelný štít (Kutná Hora)
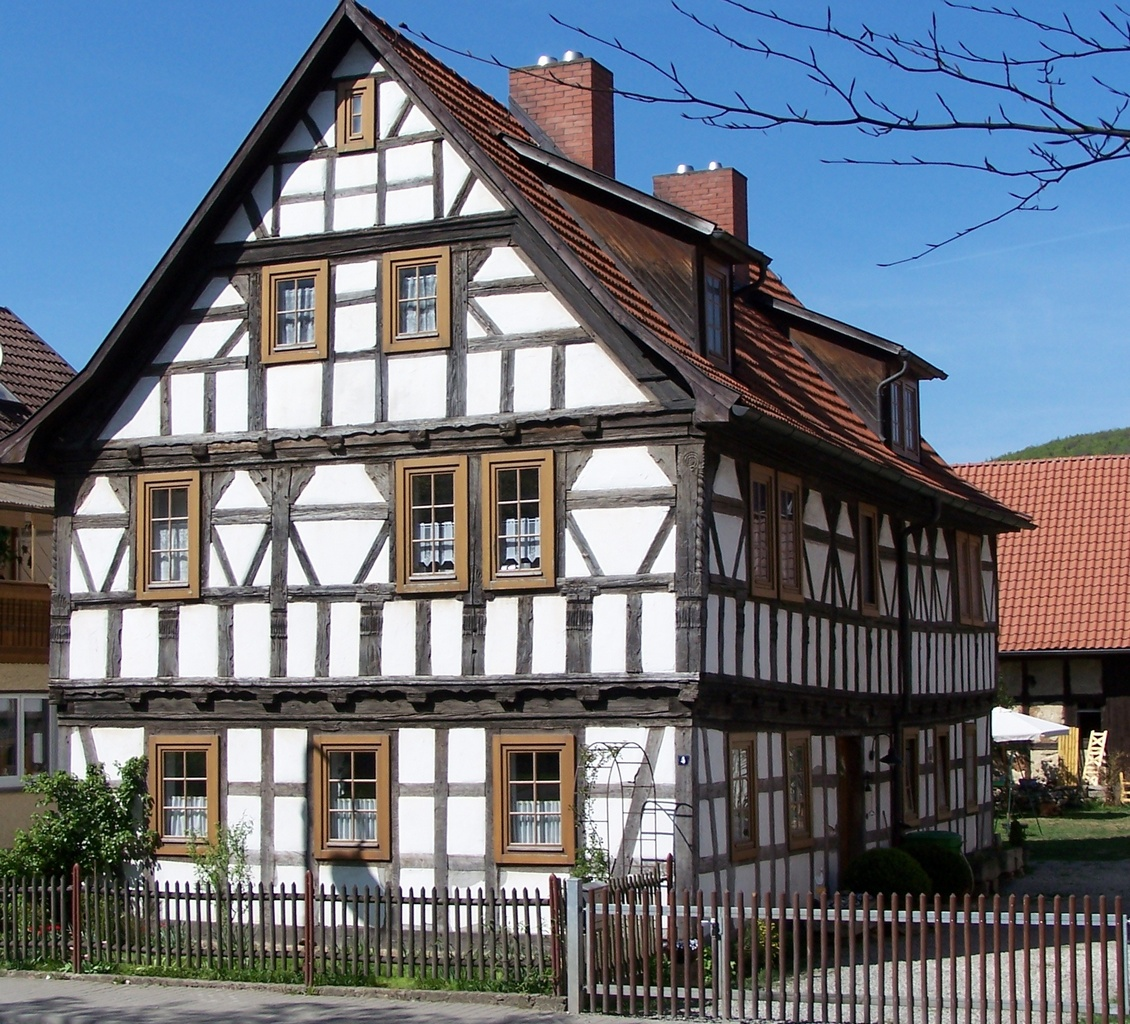
Štít hrázděného statku (Jüchsen, Německo)
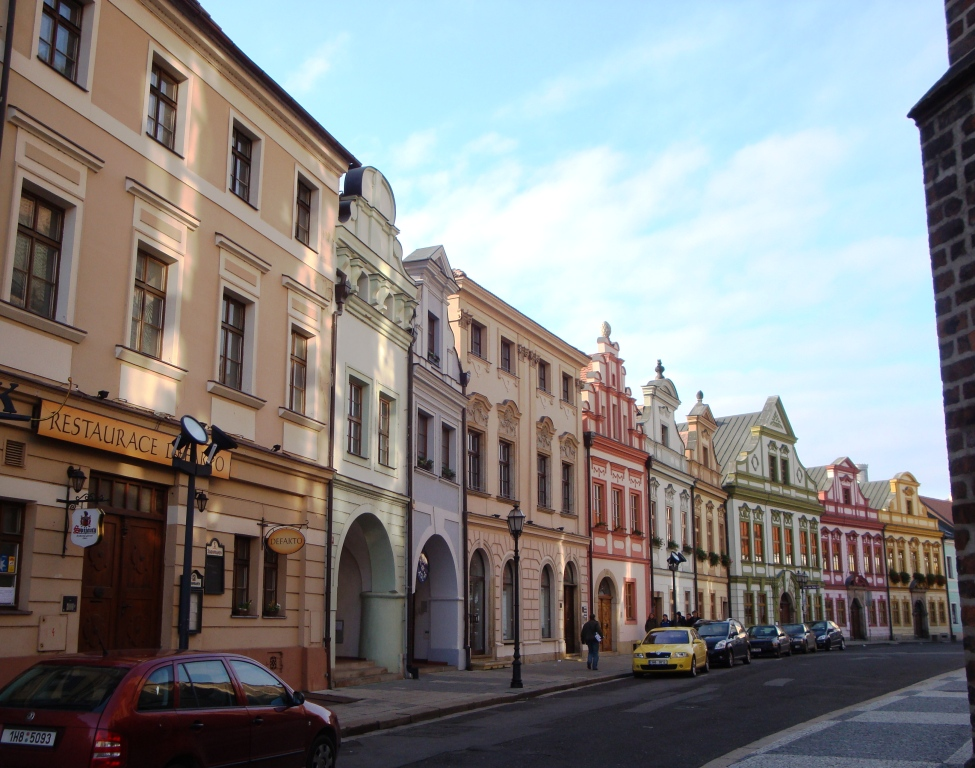
Barokní štíty (Hradec Králové)
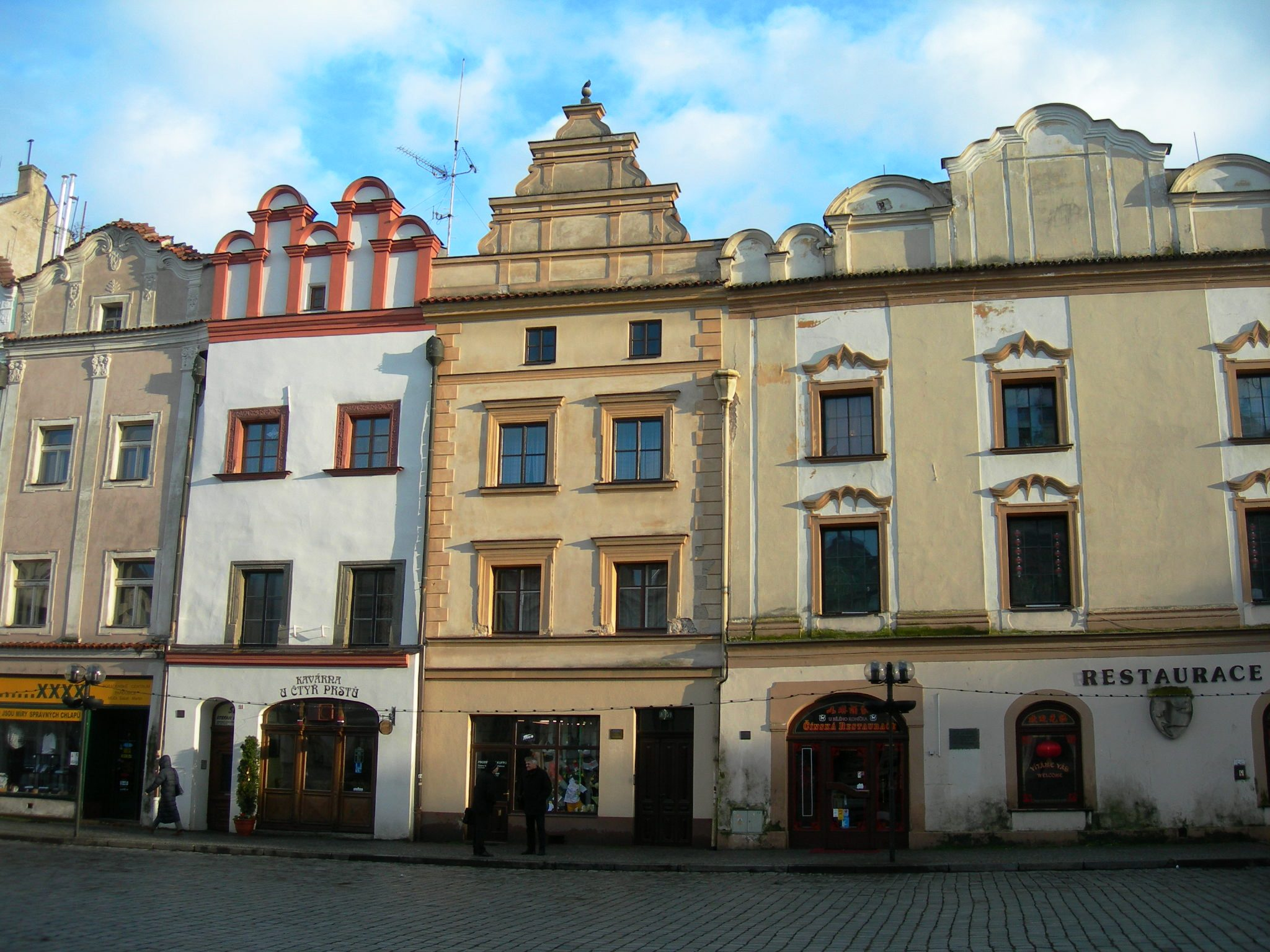
Renesanční a barokní štíty (Pardubice)